# 38P/Стефана — Отерма
Комета Стефана — Отерма (38P/Stephan-Oterma) — короткопериодическая комета типа Галлея, которая была открыта 22 января 1867 года французским астрономом Жеромом Коджа в Марсельской обсерватории, который принял её за не занесённую в каталоги туманность. Но проверить это не смог ввиду ухудшения погоды. Небо прояснилось только 24 января, когда его коллега Эдуард Жан-Мари Стефан, наблюдая открытую туманность обнаружил, что объект сместился относительно первоначального положения, на основании чего сделал вывод о кометной природе объекта. Он описал её как довольно яркий диффузный объект с центральной конденсацией. Обычно по правилам МАС кометы получают название по фамилии своего первооткрывателя, но комета 38P стала одним из немногих исключений из этого правила, — дело в том, что в заявке на открытие данной кометы имя Коджа, по какой-то причине, не упоминалось и потому комета получила имя в честь Стефана. Комета обладает длительным периодом обращения вокруг Солнца — чуть более 37,9 года.
- Орбита кометы Стефана — Отерма и её положение в Солнечной системе

Орбита кометы простирается от Марса в перигелии до Урана в афелии, что иногда может приводить к тесным сближениям с Юпитером, Сатурном и Ураном. По своей природе комета Стефана — Отерма схожа с астероидами группы кентавров.

## История наблюдений
На момент открытия в 1867 году комета уже прошла перигелий и удалялась от Солнца. В течение февраля наблюдатели обычно описывали комету как очень слабую с сильной центральной конденсацией. Последний раз комету наблюдали 4 апреля. Первая эллиптическая орбита была рассчитана Г. М. Серлом в последние дни 1867 года. Используя позиции кометы, полученные в период с 27 января по 29 марта, он определил дату перигелия 20 января и период обращения в 33,62 года. После того, как в 1890 году комету так и не удалось обнаружить, Л. Беккером заново рассчитал орбиту кометы, используя 63 позиции, полученные за весь период наблюдений с 25 января по 4 апреля и, по результатам этих расчётов, увеличил предполагаемый период кометы до 40,1 года. Он составил эфемериды с координатами комет для каждого месяца в период между 1902 и 1912 годами, когда комета должна была вернуться. Однако, обнаружить её в эти годы так и не удалось.
В следующий раз её случайно переоткрыла финский астроном Лийси Отерма лишь в 1942 году. После открытия комета медленно увеличивала яркость, достигнув в середине декабря магнитуды 9,2 m. Примерно в то же время большинство наблюдателей сообщали о наличии комы около 3 ' угловых минуты в поперечнике с чётко очерченным ядром и веерообразным хвостом. После этого комета начала постепенно угасать и в последний раз наблюдалась 2 мая 1943 года бельгийский астроном ван Бисброк сфотографировал её с помощью 82-дюймового рефлектора в обсерватории Макдональда (Техас, США). Он оценил яркость кометы в 17,0 m, а размер ядра в 10 " угловых секунд. 
Используя три точных положения, полученных в период с 5 по 14 ноября 1942 года, Уиппл 16 ноября вычислил эллиптическую орбиту с перигелием 18 декабря и периодом в 41,4 года. Он также отметил её сходство с кометой Стефана 1867 года. В 1970-х годах орбита была независимо исследована несколькими астрономами. Связь с возвращениями 1867 и 1942 годов указывает на дату перигелия 19 декабря и орбитальный период между 38,84 и 38,88 годами. 
В очередное возвращение комета была восстановлена 13 июня 1980 года немецким астрономом Х.-Э. Шустером в Европейской южной обсерватории. Яркость кометы составляла 18,0 m. Комета прошла перигелий 5 декабря. В XXI веке комета была восстановлена 24 июня 2017 года с помощью системы телескопов Pan-STARRS, находясь на расстоянии 5,3 а. е. от Солнца.

## Сближение с планетами
В XIX и XX веках комета испытала три тесных сближения с Землёй, три незначительных сближения с Юпитером и Сатурном. В XXI веке ожидается два незначительных сближения с Землёй и одно — с Ураном.
- 0,92 а. е. от Земли 25 ноября 1866 году;
- 1,66 а. е. от Юпитера 17 января 1903 году;
  - увеличение расстояние перигелия от 1,575 а. е. до 1,588 а. е.;
  - увеличение орбитального периода с 37,12 до 38,44 года;
- 0,63 а. е. от Земли 7 декабря 1942 году;
- 0,59 а. е. от Земли 9 декабря 1980 году;
- 1,95 а. е. от Юпитера 26 марта 1982 году;
- 1,42 а. е. от Сатурна 1 июня 1984 году;
  - увеличение расстояние перигелия от 1,574 а. е. до 1,588 а. е.;
  - увеличение орбитального периода с 37,71 до 37,96 года;
- 0,77 а. е. от Земли 17 декабря 2018 году;
- 0,70 а. е. от Земли 3 ноября 2056 году;
- 1,58 а. е. от Урана 14 мая 2067 года.